# Иоанн Комнин (сын Исаака Комнина)
Иоанн Комнин (греч. Ἰωάννης Κομνηνὸς Τζελέπης), имевший прозвище Целепис — сын византийского аристократа Исаака Комнина.
В 1130 году он вместе с отцом бежали из Византии после неудачного заговора против их родственника — императора Иоанна II Комнина. Попав в Конийский султанат, они попытались составить против него коалицию из армянских, европейских и мусульманских правителей. Военные успехи императора заставили Иоанна и Исаака в 1138 году возвратиться на родину.
В 1139 году Иоанн принял участие в походе в Малую Азию. Год спустя, при осаде Неокесарии, он поссорился со своим дядей, и перебежал на сторону сельджуков. Позже он принял ислам и женился на дочери султана Масуда I.
Прозвище Иоанна Целепис является греческим переводом турецкого слова Çelebi, означавшего знатное происхождение.
От первой жены (женился в период с 1131 до 1140) у него был сын по имени Исаак, который был убит под пытками в 1184 году.
От второй жены, возможно, его сыном был Сулейман Шах